# Coptobasis lophocera
Coptobasis lophocera is een vlinder uit de familie van de grasmotten (Crambidae). De wetenschappelijke naam van deze soort is voor het eerst voorgesteld door George Francis Hampson in een publicatie uit 1907.
De soort komt voor in Indonesië (Sulawesi).